# Никола Митуљикић
Никола Митуљикић (Неготин, 20. јануар 2003) српски је фудбалер који тренутно наступа за Црвену звезду. Његов брат близанац, Јован, такође је фудбалер.

## Статистика

### Клупска
Ажурирано 21. маја 2023.
|                      |          |                  |    |   |   |   |   |   |   |   |    |   |  |  |
| Црвена звезда        | 2020/21. | Суперлига Србије | 0  | 0 | 0 | 0 | — | — | — | — | 0  | 0 |  |  |
|                      |          |                  |    |   |   |   |   |   |   |   |    |   |  |  |
| Графичар (позајмица) | 2021/22. | Прва лига Србије | 31 | 5 | 0 | 0 | — | — | — | — | 31 | 5 |  |  |
| Графичар (позајмица) | 2022/23. | Прва лига Србије | 8  | 2 | 1 | 0 | — | — | — | — | 9  | 2 |  |  |
| Графичар (позајмица) | Укупно   | Укупно           | 39 | 7 | 1 | 0 | — | — | — | — | 40 | 7 |  |  |
|                      |          |                  |    |   |   |   |   |   |   |   |    |   |  |  |
| Црвена звезда        | 2022/23. | Суперлига Србије | 7  | 0 | 0 | 0 | — | — | — | — | 7  | 0 |  |  |
| Црвена звезда        | Укупно   | Укупно           | 7  | 0 | 0 | 0 | — | — | — | — | 7  | 0 |  |  |
|                      |          |                  |    |   |   |   |   |   |   |   |    |   |  |  |
| Каријера             | Каријера | Каријера         | 46 | 7 | 1 | 0 | — | — | — | — | 47 | 7 |  |  |
|                      |          |                  |    |   |   |   |   |   |   |   |    |   |  |  |

### Утакмице у дресу репрезентације
| Репрезентација Србије у узрасту до 19 година старости | Репрезентација Србије у узрасту до 19 година старости                    | Репрезентација Србије у узрасту до 19 година старости                    | Репрезентација Србије у узрасту до 19 година старости                    | Репрезентација Србије у узрасту до 19 година старости                    | Репрезентација Србије у узрасту до 19 година старости                    | Репрезентација Србије у узрасту до 19 година старости                    | Репрезентација Србије у узрасту до 19 година старости | Репрезентација Србије у узрасту до 19 година старости | Репрезентација Србије у узрасту до 19 година старости |
| #                                                     | Датум                                                                    | Такмичење                                                                | Локација                                                                 | Домаћин                                                                  | Резултат                                                                 | Гост                                                                     | Мин.                                                  | Гол                                                   | Реф.                                                  |
| ----------------------------------------------------- | ------------------------------------------------------------------------ | ------------------------------------------------------------------------ | ------------------------------------------------------------------------ | ------------------------------------------------------------------------ | ------------------------------------------------------------------------ | ------------------------------------------------------------------------ | ----------------------------------------------------- | ----------------------------------------------------- | ----------------------------------------------------- |
| 1.                                                    | 5. јун 2021.                                                             | Пријатељска утакмица                                                     | Кућа фудбала, Стара Пазова                                               | Србија                                                                   | 1 : 0                                                                    | Румунија                                                                 |                                                       | [ 13 ]                                                |                                                       |
| 2.                                                    | 7. јун 2021.                                                             | Пријатељска утакмица                                                     | Кућа фудбала, Стара Пазова                                               | Србија                                                                   | 1 : 0                                                                    | Румунија                                                                 |                                                       | [ 14 ]                                                |                                                       |
| 3.                                                    | 3. септембар 2021.                                                       | Меморијални турнир „Стеван Вилотић Ћеле”                                 | Градски стадион, Суботица                                                | Србија                                                                   | 2 : 1                                                                    | Азербејџан                                                               | Гол                                                   | [ 15 ]                                                |                                                       |
| 4.                                                    | 5. септембар 2021.                                                       | Меморијални турнир „Стеван Вилотић Ћеле”                                 | Стадион Милан Средановић, Кула                                           | Србија                                                                   | 5 : 0                                                                    | Црна Гора                                                                |                                                       | [ 16 ]                                                |                                                       |
| 5.                                                    | 7. септембар 2021.                                                       | Меморијални турнир „Стеван Вилотић Ћеле”                                 | Градски стадион, Суботица                                                | Србија                                                                   | 1 : 0                                                                    | Мађарска                                                                 |                                                       | [ 17 ]                                                |                                                       |
| 6.                                                    | 10. новембар 2021.                                                       | Квалификације за Европско првенство                                      | Елбасан Арена, Елбасан                                                   | Северна Македонија                                                       | 1 : 2                                                                    | Србија                                                                   |                                                       | [ 18 ]                                                |                                                       |
| 7.                                                    | 13. новембар 2021.                                                       | Квалификације за Европско првенство                                      | Елбасан Арена, Елбасан                                                   | Албанија                                                                 | 2 : 2                                                                    | Србија                                                                   | Гол                                                   | [ 19 ]                                                |                                                       |
| 8.                                                    | 16. новембар 2021.                                                       | Квалификације за Европско првенство                                      | Егнатиа, Рогозине                                                        | Србија                                                                   | 1 : 2                                                                    | Француска                                                                |                                                       | [ 20 ]                                                |                                                       |
| 9.                                                    | 1. јун 2022.                                                             | Квалификације за Европско првенство                                      | Јанмар стадион, Алмере                                                   | Холандија                                                                | 1 : 2                                                                    | Србија                                                                   |                                                       | [ 21 ]                                                |                                                       |
| 9                                                     | Укупан број утакмица, постигнутих погодака и минута проведених на терену | Укупан број утакмица, постигнутих погодака и минута проведених на терену | Укупан број утакмица, постигнутих погодака и минута проведених на терену | Укупан број утакмица, постигнутих погодака и минута проведених на терену | Укупан број утакмица, постигнутих погодака и минута проведених на терену | Укупан број утакмица, постигнутих погодака и минута проведених на терену | 2                                                     |                                                       |                                                       |

## Трофеји и награде
Црвена звезда
- Суперлига Србије : 2022/23.[22]
- Куп Србије : 2022/23.[23]